# 烏帽子岳 (青森県)
烏帽子岳（えぼしだけ）は、青森県上北地区にある標高719.7mの山である。

## 概要
- 当山は、東津軽郡平内町・上北郡野辺地町・東北町の町境上にある。
- 当山は3町にまたがっているが、車で行けるのは町道が通る野辺地町側からのみである。
- 江戸時代、この山は南部藩と津軽藩の係争の地となった。これを檜山騒動という。この事件の結果、相馬大作事件が発生することになる。このため、烏帽子山を舞台とした檜山騒動は講談や演劇、映画、小説で何度も描かれることになる。

## 上北・烏帽子テレビ・FM中継放送所
- NHK青森放送局の上北烏帽子中継局及び青森県内民放の上北中継局があり、野辺地町や横浜町、平内町東部などに電波を送信している。

### 地上アナログテレビ放送送信設備
| 放送局名          | 中継局名   | チャンネル | 空中線電力       | ERP                  | 放送対象地域 | 放送区域内世帯数 |
| ----------------- | ---------- | ---------- | ---------------- | -------------------- | ------------ | ---------------- |
| NHK青森教育テレビ | 上北烏帽子 | 49ch       | 映像100W 音声25W | 映像5.4kW 音声1.35kW | 全国         | 約1万1000世帯    |
| NHK青森総合テレビ | 上北烏帽子 | 51ch       | 映像100W 音声25W | 映像5.4kW 音声1.35kW | 青森県       | 約1万1000世帯    |
| RAB青森放送       | 上北       | 53ch       | 映像100W 音声25W | 映像5.1kW 音声1.3kW  | 青森県       | 約1万1000世帯    |
| ATV青森テレビ     | 上北       | 55ch       | 映像100W 音声25W | 映像5.4kW 音声1.35kW | 青森県       | 約1万1000世帯    |
| ABA青森朝日放送   | 上北       | 57ch       | 映像100W 音声25W | 映像5.4kW 音声1.35kW | 青森県       | 約1万1000世帯    |

- ABA以外の放送局は1970年8月7日[1]に、ABAは1991年10月1日[2]に、それぞれ開局し、2011年7月24日に廃局。

### 地上デジタルテレビ放送送信設備
| リモコンキーID | 放送局名          | 中継局名   | 物理チャンネル | 空中線電力 | ERP  | 放送対象地域 | 放送区域内世帯数 | 備考   |
| -------------- | ----------------- | ---------- | -------------- | ---------- | ---- | ------------ | ---------------- | ------ |
| 1              | RAB青森放送       | 上北       | 26ch           | 10W        | 470W | 青森県       | 約1万7100世帯    | なし   |
| 2              | NHK青森教育テレビ | 上北烏帽子 | 21ch           | 10W        | 540W | 全国         | 約1万7100世帯    | なし   |
| 3              | NHK青森総合テレビ | 上北烏帽子 | 23ch           | 10W        | 540W | 青森県       | 約1万7100世帯    | なし   |
| 3              | NHK青森総合テレビ | 上北外ヶ浜 | 35ch           | 3W         | 81W  | 青森県       | -                | 補完波 |
| 5              | ABA青森朝日放送   | 上北       | 36ch           | 10W        | 540W | 青森県       | 約1万7100世帯    | なし   |
| 6              | ATV青森テレビ     | 上北       | 25ch           | 10W        | 450W | 青森県       | 約1万7100世帯    | なし   |

- 地上デジタル放送の中継局は、2007年6月20日から試験放送開始、7月30日に本免許交付、8月1日から本放送開始。
- 放送エリアは、上北郡野辺地町全域と十和田市・東津軽郡平内町・上北郡七戸町・東北町・六戸町・六ヶ所村の各一部地域。ただし、外ヶ浜町の一部でもこの中継局を受信している世帯がある（後述も参照）。
- NHK総合テレビの35chは、外ヶ浜町の一部で春から秋にかけて発生する受信不良対策で、2014年9月1日に開局した補完局である[3][4]。

### FMラジオ放送送信設備
| 放送局名        | 中継局名       | 周波数  | 空中線電力 | ERP  | 放送対象地域 | 放送区域内世帯数 |
| --------------- | -------------- | ------- | ---------- | ---- | ------------ | ---------------- |
| NHK青森FM放送   | 上北烏帽子     | 83.4MHz | 10W        | 27W  | 青森県       | 約-世帯          |
| AFBエフエム青森 | 上北           | 84.3MHz | 10W        | 23W  | 青森県       | 約-世帯          |
| RAB青森放送     | 野辺地陸奥湾FM | 93.2MHz | 100W       | 590W | 青森県       | 2万6824世帯      |

- AFBは、ATVの施設･設備を間借りしている。